# Anarquisme a Israel
L'anarquisme ha estat present a Israel des d'abans de la creació de l'estat israelià, especialment a través del moviment quibuts, i té les seves arrels en el moviment llibertari de Jiddishland del segle xix. El debat és intens dintre del moviment anarquista internacional al voltant de la proposta del sionisme de Theodor Herzl i la creació d'«una llar nacional» jueva a Palestina. Un moviment sionista llibertari defensa la creació d'aquesta llar nacional jueva sense donar suport a la creació d'un estat nació jueu i promovent la cooperació entre jueus i palestins.

## Moviment quibuts en els seus inicis
Les idees anarquistes van arribar a Palestina a l'alba del segle xx, portades per la gran ona immigratòria de l'Europa Oriental (Rússia, Lituània, Ucraïna i Polònia); aproximadament el territori de la Polònia medieval, marcat per una unitat de llenguatge, amb l'ús de diferents dialectes d'ídix. Les idees de Piotr Kropotkin i Leo Tolstoi van influir sensiblement als més reconeguts exponents del sionisme d'esquerra, com ara Yitzhak Tabenkin, Berl Katznelson, i Mark Yarblum. L'organitzador del moviment d'autodefensa jueu, Joseph Trumpeldor, que més tard es convertiria en un pròcer de la dreta israeliana, era molt proper a l'anarcosindicalisme, i fins també alguna vegada es va declarar anarcocomunista. L'anarquisme va tenir també la seva influència en la constitució dels moviments socipolítics com ara Poalé Tsiyyon, Tzeirei Zion, HeHalutz, i Ahdut ha-Avodà. El moviment embrionari dels quibuts va ser en la seva naturalesa un moviment socialista llibertari. En aquesta època, molts sionistes d'esquerra rebutjaven la idea d'establir un estat nació jueu i promovien la solidaritat judeo-àrab.
Els anarquistes a Palestina als inicis del segle, gairebé tots provinents d'Europa Oriental no tenien vincles amb el poderós moviment anarquista ídix i havien adoptat el llenguatge hebreu, el qual no era gaire popular entre els anarquistes jueus d'Europa, molts dels quals s'oposaven a totes les formes de sionisme, i recolzaven la cultura ídix dels jueus asquenazites. Durant les dècades de 1920 i 1930 tots vivien en quibuts: per exemple, el famós anarquista Aharon Shidlovsky va ser un dels fundadors del quibuts Qevutsat Kinnéret.
El filòsof antiautoritari austríac/jueu Martin Buber es va establir a Jerusalem el 1938. Buber es considerava a si mateix com un «sionista cultural». Però rebutjava la idea d'un nacionalisme jueu i va ser un incondicional entusiasta de la solució binacional a Palestina. Mentre molts anarquistes eren agnòstics o vehementment antireligiosos, també hi va haver uns pocs anarquistes religiosos i pensadors llibertaris que van adir-se les idees radicals contemporànies amb les tendències anàrquiques en la Càbala i el hassidisme, com el cas del rabí Yehuda Ashlag, que va arribar a Palestina a 1921.

## L'anarquisme a l'Estat d'Israel
Fins a la dècada de 1940 no hi havia organitzacions anarquistes a Palestina. Una mica abans i immediatament després de la fundació de l'Estat d'Israel el 1948, va arribar un flux de supervivents del nazisme provinents d'Europa Occidental, educats en ídix, entre els quals l'anarquisme tenia una presència específica i manifesta. Als començaments de la dècada de 1950, els immigrants polonesos van conformar un grup anarquista a Tel-Aviv el major exposant del qual era Eliezer Hirschauge, autor d'un llibre publicat el 1953 sobre la història del moviment anarquista polonès. En els primers anys de la dècada de 1950 l'anarquisme israelià va tenir com principal referent a Abba Gordin (1887-1964), escriptor i filòsof, un dels més destacats representants del moviment anarquista ídix. Gordin havia estat l'inspirador del moviment anarquista panrús i un dels organitzadors de la Federació Anarquista de Moscou (1918). A partir de 1925 va viure a Nova York, des de la seva emigració de la Unió Soviètica, i on va publicar una revista literària i filosòfica, Yiddishe Shriften (1936-1957), així com era un habitual col·laborador del diari anarquista més veterà en llengua ídix, el Freie Arbeiter Stimme (1890-1977).
Al 1958 Abba Gordin es va traslladar a Israel, fundant en Tel-Aviv un cercle anarquista ídix, "Agudath Schochrei Chofesh " (ASHUACH), amb una biblioteca amb les obres clàssiques de l'anarquisme en ídix, hebreu i polonès i una extensa sala per a conferències i reunions. També va publicar una revista mensual bilingüe (jiddisch/hebreu) Problemen/Problemot, que va dirigir des de 1959 a 1964. Durant aquest període l'ASHUACH va assolir els 150 membres i va acostar a centenars de persones la temàtica anarquista mitjançant conferències de filosofia llibertària. Entre els tòpics més debatuts es trobaven, les «arrels espirituals de l'anarquisme» i «les vinculacions entre l'anarquisme i el Llibre dels Profetes», i la Càbala. Problemen va publicar narracions i articles sobre la història de l'anarquisme, llegendes del hassidisme, literatura jueva medieval i qüestions sobre la literatura ídix contemporània.
Després de la mort d'Abba Gordin, des de 1964 a 1971 la revista va ser dirigida per Shmuel Abarbanel. Al 1971, Joseph Luden (nascut a Varsòvia el 1908) va prendre el seu lloc; va obrir una editorial que va editar llibres de ficció, poesia i literatura en ídix. La revista va passar a dir-se únicamwent Problemen perquè va deixar d'editar la seva part en hebreu. ASHUACH i Problemen van estar sempre en contacte amb el moviment anarquista ídix i en particular amb Freie Arbeiter Stimme de Nova York i Dos Freie Wort de Buenos Aires. Amb el temps Problemen se'n va abocar més a la literatura que a la filosofia. Els lectors pertanyien a un ampli sector de la societat israeliana.
ASHUACH va arribar a la seva fi a la dècada del '80. Els vells anarquistes en van anar morint un a un, i els joves no coneixien la llengua. L'últim número de la revista (el Núm. 165) va ser publicat el desembre de 1989. Joseph Luden va intentar continuar la tradició publicant Freie Stimme, però només va sortir un número el setembre de 1991. Aquest va ser l'últim diari anarquista en ídix del món.

### Influències a l'àmbit polític institucional
El moviment llibertari inicialment es va influir en el partit sionista Hapoel Hatzair junt el Ahdut ha-Avodà, va ser un dels dos partits que es van fusionar (en 1930) al Partit Laborista Israelià Mapai, i fins i tot su dissidència més radical, l'Ha-Xomer, un dels fundadors en 1948 del Mapam (sionista d'extrema esquerra). Yitzhak Tabenkin, un dels líders d'Hapoel i Mapai (després de 1930), va ser clarament influït per l'anarquisme. Aquests dos moviments mai no s'han considerat estrictament «anarquistes». Va rebutjar de fet les fronteres polítiques de l'Orient Mitjà imposades per les potències occidentals després de la Partició de l'Imperi Otomà. Segons la seva visió, tot el poble jueu havia de constituir-se en comunitats incloses en «una aliança mundial de pobles comunistes». Considerava que la Primera Guerra Judeoromana és el cas que perpetua l'existència d'una experiència nacional jueva.

## El moviment anarquista contemporani
El moviment anarquista contemporani a Israel és petit, encara que molt actiu. Una bona proporció d'aquests anarquistes són solidàriament actius amb Palestina, actuant en moviments ambientals i pacifistes. El jueu dels Estats Units Daniel Sieradski és una destacada personalitat del moviment. Sieradski, que usa el pseudònim de Mobius, és l'editor i director de JewSchool, un lloc web d'esquerra molt popular, així com dels blocs.;
L'acadèmic i conferenciant Uri Gordon és un activista israelià autor Anarchy Alive: Anti-Authoritarian Politics from Practice to Theory (Pluto Press), i ha escrit articles de suport a l'anarquisme al diari The Jerusalem Post. «Una Lluita» (Ma'avak Ehad) és un grup d'afinitat anarquista a Israel.